# Circle of animals / zodiac heads

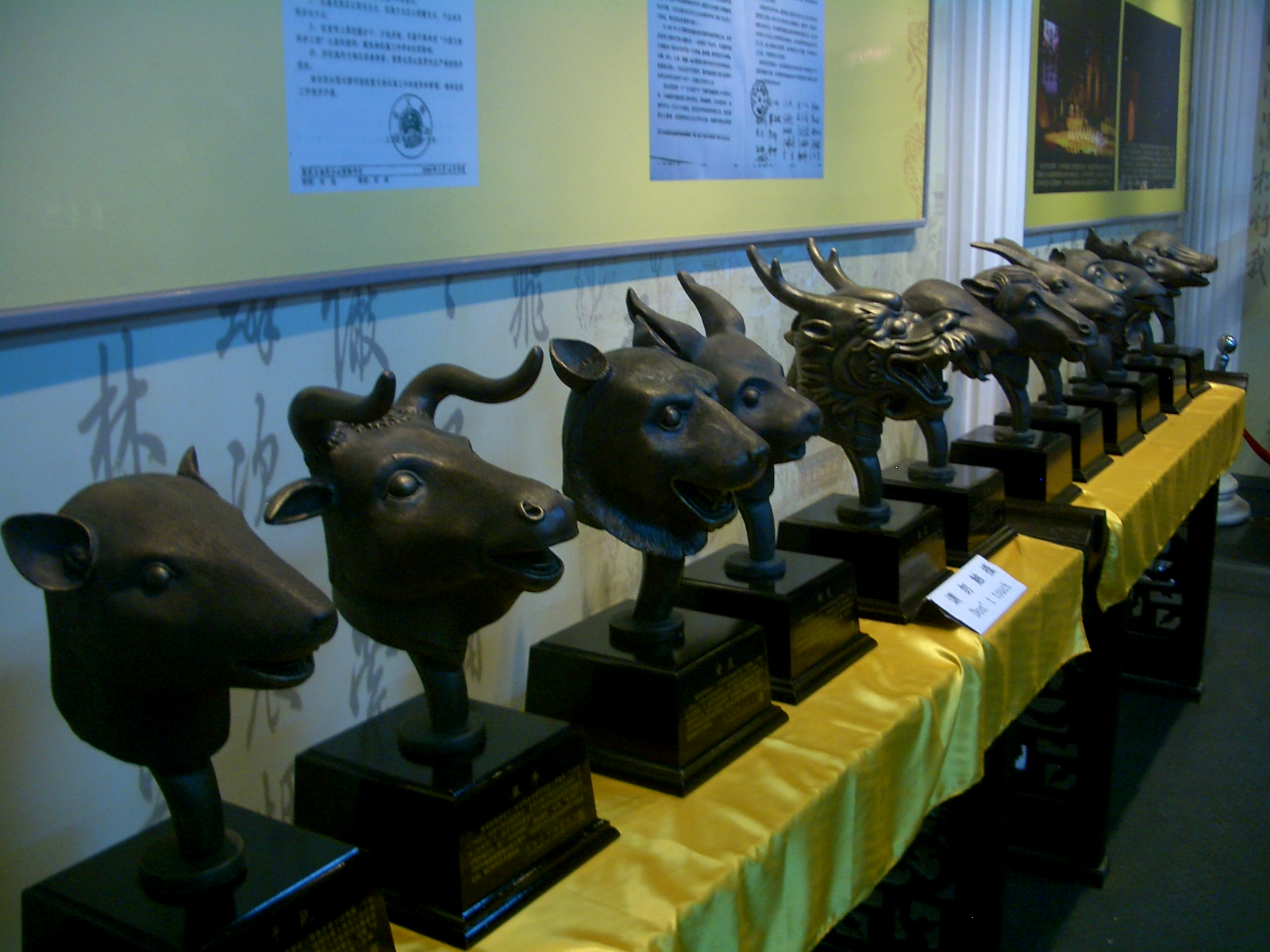
Repliken der originalen 12 Tierköpfe: links die Ratte

Bei Ai Weiweis Circle of animals / Zodiac heads handelt es sich um eine aktuelle Ausstellung, welche in Städten wie New York, Los Angeles, London oder Taipeh stattgefunden hat. Diese Installation hat am 25. September 2010 begonnen und wird noch bis mindestens Oktober 2015[veraltet] zu sehen sein. Es handelt sich um zwölf jeweils drei Meter hohe Tierköpfe aus Bronze, die Ai mehrmals rekonstruiert und auch in einer kleineren aus Bronze vergoldeten, „museumstauglichen“ Version hergestellt hat.

## Werkbeschreibung

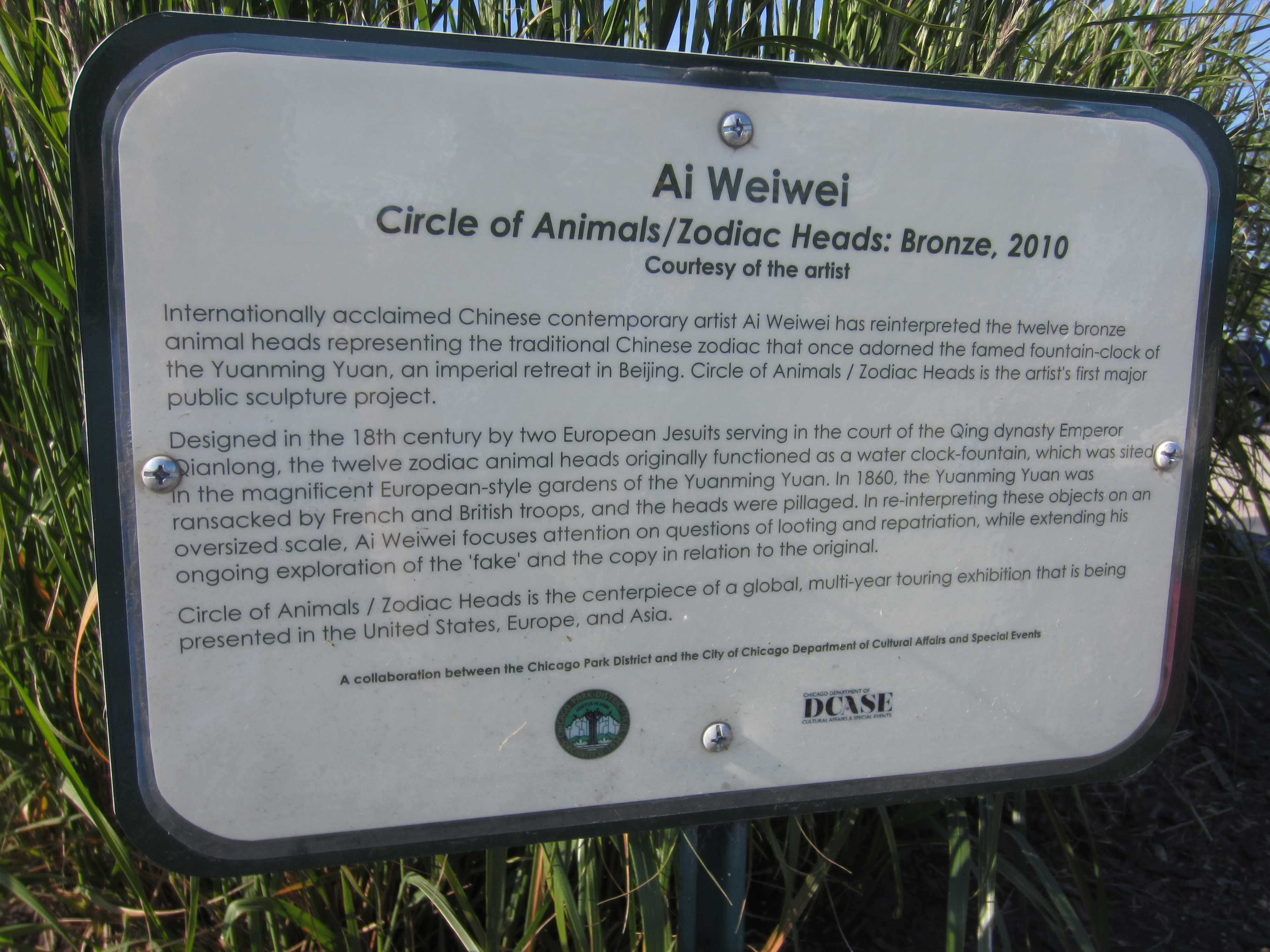
Plakette für die Installation in Chicago, 2015

Beim Anblick der Installation nimmt der Betrachter zunächst zwölf drei Meter hohe, auf einer Stange stehende Tierköpfe aus Bronze wahr. Es handelt sich um Tierkreiszeichen aus dem chinesischen Horoskop.
Nach chinesischer Tradition ist jeder unter einem von diesen Symbolen geboren, welches durch unser Geburtsjahr zugeordnet werden kann. Jedes Tier hat seine Bedeutung und repräsentiert etwas anderes. Die westliche Gesellschaft ist andere Sternzeichen gewohnt, bei denen nicht nur Tiere eine Rolle spielen, sondern zusätzlich noch Zeichen wie der Zwilling, die Jungfrau oder die Waage. Europäer sind im Vergleich zu den Chinesen auch andere Tiere gewohnt, wie beispielsweise den Steinbock. Irrealistische und erfundene Tiere wie der Drache sind im Westen nicht vorhanden. Diese Sternzeichen haben auch keine persönlichen Eigenschaften, sondern repräsentieren eine Persönlichkeit. Die erwähnten Differenzen weisen auf einen Unterschied der beiden Kulturen hin.
Die Plastiken wurden in China aus Bronze angefertigt und modelliert. Am 25. September 2010 wurden sie auf der 29. São Paulo Biennale installiert. Ai stellt Figuren oft auf die gleiche Art und Weise auf, nämlich in einem Halbkreis mit dem Gesicht des Tieres nach vorne präsentiert. Die Köpfe werden alle wie aufgespießt auf Pfählen vorgeführt, wobei jede Bronzestange die gleiche Verzierung hat, die wie ein Baumstamm wirkt.
Es ist bemerkenswert, dass die Figuren einen bereits bestehenden Springbrunnen umgeben, durch dessen Spiegelung die Bronzefiguren etwas grünlicher auf den Betrachter wirken und je nachdem, wo man sich positioniert, sind alle starren Blicke der drei Meter hohen Tierköpfe auf den Betrachter gerichtet. Durch diese beiden Effekte hat die Installation eine angsteinflößende und surrealistische Wirkung.
Ai Weiwei kam 2008 erstmals die Idee, diese Plastiken zu schaffen und dann ins Freie zu stellen, damit diese Kunst im öffentlichen Raum für jeden Passanten sichtbar ist. Seine Intuition ist es, dass jeder sein Werk betrachtet, sich darüber Fragen stellt und informiert, denn jedes seiner Werke hat eine bestimmte Mitteilung. Es ist eines der ersten und größten öffentlichen Projekte des chinesischen Konzeptkünstlers.
Inspirieren ließ Ai sich jedoch durch eine Wasseruhr vom Sommerpalast Yuanmingyuan im Norden von Beijing, auch noch Yu Yuan genannt.

## Ursprung des Werks

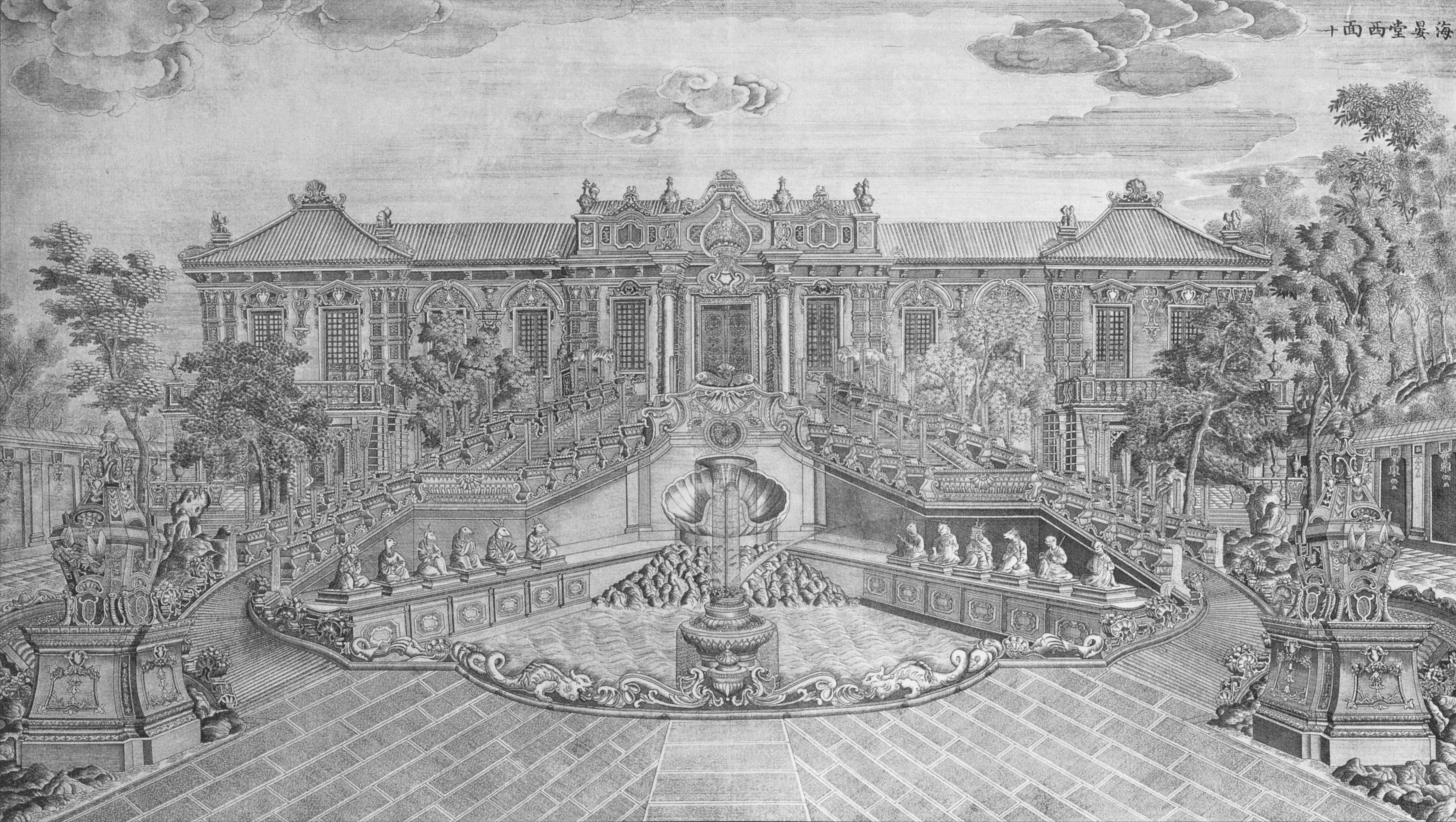
Wasseruhr mit den Tierkopfskulpturen

Die Tiere des chinesischen Horoskops wurden vom Jadekaiser, auch Yu Di, dem Fürsten des Himmels, bestimmt. Dieser lud, der Mythologie nach, alle lebenden Kreaturen ein, mit ihm das Neue Jahr zu feiern. Doch es kamen nur zwölf Tiere. Es wurde nach der Reihenfolge ihrer Ankunft ein bestimmtes Jahr festgelegt.
Während der Qing-Dynastie entstand im Jahre 1709 ein Denkmal im Garten des Alten Sommerpalastes (chinesisch: 圆明园, Yuánmíng Yuán „Garten der Vollkommenheit und des Lichts“), im Norden von Beijing, bei dem die Tierkopfskulpturen den Brunnen im Garten umgaben und als Wasseruhr dienten.
Zwischen 1756 und 1759 ließ der Kaiser Qianlong von den beiden Jesuitenpatres Giuseppe Castiglione und Michel Benoist in dem alten Sommerpalast eine Wasseruhr bauen, bei der zu beiden Seiten eines fächerförmigen Beckens jeweils sechs Figuren mit Tierköpfen in einem Halbkreis saßen. Die Figuren wurden chronologisch nach ihrer Ankunft nebeneinander gereiht und jedes dieser Tiere spie zu seiner Stunde Wasser. Nur zur Mittagsstunde wurden alle zwölf Skulpturen zugleich aktiv.
Es handelt sich bei diesen Bronzen jedoch um ehemalige und zerstörte Werke des alten Sommerpalastes, denn von diesem sind heute nur noch Trümmern übrig. Diese Tierkreisfiguren wurden 1860, zur Zeit des zweiten Opium-Krieges, von britischen und französischen Truppen geplündert und verschwanden seither. Außerdem wurde zur Demütigung der Sommerpalast in Brand gesteckt. Seitdem sind von den Palästen Yuanmingyuan nur noch Trümmer erhalten, welche eine der größten chinesischen Touristenattraktionen blieben. China gelang es 150 Jahre lang nicht, diese gestohlenen, nationalen Symbole wiederzufinden. Im Jahre 2009 wurden zwei der Bronzeköpfe, genauer gesagt der Hase und die Ratte, in einer Yves-St-Laurent-Kollektion wiederentdeckt, ebenso wie weitere fünf Symbole die, im Nachhinein auftauchten. Der Rest jedoch wird bis heute vermisst. Dieser Akt des Westens, der sich auf die Plünderungszüge der Europäer bezieht, blieb in China ein Akt der Demütigung ihres Landes.
Es fanden Auktionen vor allem in Paris statt, wo versucht wurde die wiederentdeckten Originale zu versteigern. Sie wurden zu einer Beliebtheit des Westens und alle Bemühungen der chinesischen Regierung die Tierköpfe wieder zu erwerben, waren umsonst, denn die Europäer wollten die Tierköpfe nicht an ihren ursprünglichen Ort, den alten Sommerpalast, zurückbringen. Selbst der Versuch, die Auktionen 2009 abzubrechen, war erfolglos.

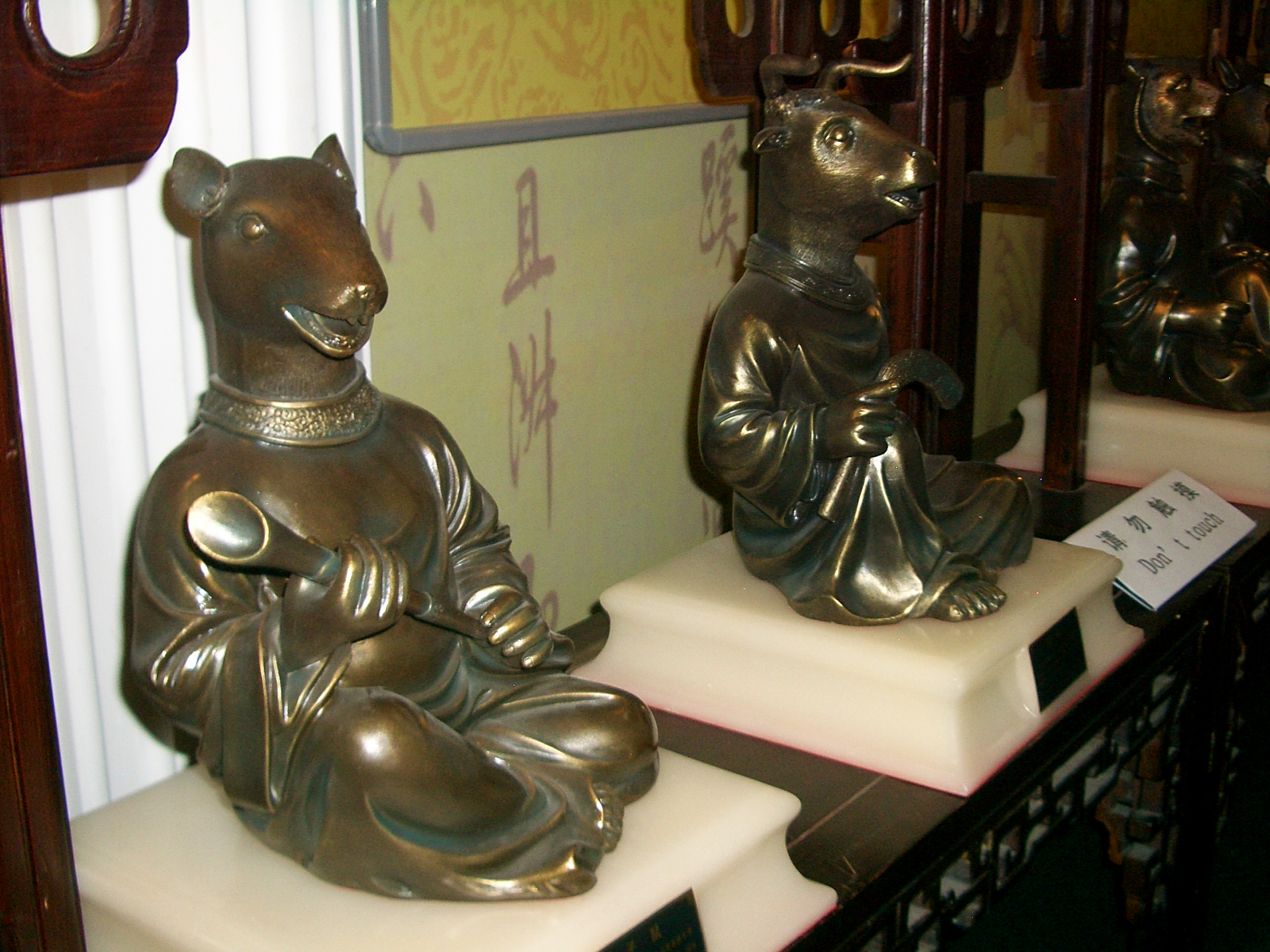
Replik der originalen Bronzeskulptur der Ratte

Letztendlich, im selben Jahr, als Cài Míngchāo (蔡銘超), ein chinesischer Bietender, 31,49 Millionen Euro für zwei Tierköpfe anbot und diese dann auch gewann, weigerte er sich im Nachhinein, dies aus Protest zu zahlen, und beschrieb seine Sabotage der Auktion als einen patriotischen Akt. Cais Meinung nach hätte jeder chinesische Bürger dies getan, wenn er die Möglichkeit gehabt hätte, und Cai hatte die Chance, diesen patriotischen Akt durchzuführen. Er kam in die Schlagzeilen diverser Zeitungen und wurde in China sogar als Held gefeiert. Seine Tat sollte die Menschen aufwecken und den Chinesen erlauben ihre Meinung zu äußern. Außerdem war Cai in der Auktion als VIP-Gast eingeladen und hatte kein Geld im Voraus gezahlt. Mit Konsequenzen hatte Cai dann doch im Nachhinein zu rechnen, denn es ist vorgeschrieben, dass derjenige, der das Angebot gewinnt, es auch zahlen muss. Hinzu kam noch, dass diese beiden Objekte von der chinesischen Regierung als illegal abgestempelt worden sind und sie somit nicht in China eingeführt werden können – was für Cai Mingchao ein weiterer selbstverständlicher Grund ist, die gewonnenen Tierköpfe nicht zu zahlen.

## Interpretationsansätze
Circle of animals / zodiac heads, Ais bisheriges letztes Werk, kann durch den Rückblick auf die Geschichte des Schlosses Yuanmingyuan als eine Reinterpretation und Neuerfindung von den Tierkopfskulpturen aus dem 18. Jahrhundert gesehen werden.
Seit dem Vorfall der wieder aufgetauchten Bronzeköpfe begann Ai an seinem Projekt Circle of animals / zodiac heads zu arbeiten. Er versuchte, in seiner Version, die Symbole den Originalen so ähnlich wie möglich zu kommen und stellte nebenbei die Tieren mit einem ausdrucksvollen Blick dar, welcher anders wirkt als der Blick der Tierköpfe aus dem 18. Jahrhundert.
Oberflächlich betrachtet bemerkt man, dass Ais Figur deutlich größer, denn der Betrachter muss zur Figur hoch schauen. Die ursprünglichen Tierköpfe sind im Gegensatz zu den Rekonstruktionen circa zwei Meter kleiner hergestellt. Bronze, das Material der Plastik, wurde beibehalten, um die Form und Gesichtszüge verfeinern zu können.
Bemerkenswert ist noch, dass jedes der Tierköpfe keinen Körper haben, sondern wie aufgespießt von Ai auf eine Bronzestange gesetzt wurden welche, anders als bei den alten Figuren, bei jedem Tier gleich ist. Ais Bronzestangen wirken wie ein Baumstamm. Die alten Tierköpfe hatten ursprünglich jedoch einen festen Körper im Gegensatz zu der Bronzestange und umgaben den Brunnen auf den Knien sitzend. Jedes dieser Tiere hatte ein Attribut bei sich. Dabei spielt das Wasser bei den Figuren der alten Wasseruhr eine große Rolle. Es sagt nicht nur die Zeit an, sondern drückt mit ihrer speienden Funktion die Lebendigkeit der Tiere und des Schlosses aus, da Wasser als ein Symbol für Leben und Lebendigkeit steht. Ai Weiwei hat diese Funktion in seinem Werk nicht weiter geführt. Er selbst hat die Bronzeköpfe an einem Brunnen ausgestellt, wollte ihre ursprüngliche Funktion der Wasseruhr jedoch nicht betonen. Vermutet wird, dass Ai dies absichtlich nicht getan hat, um den ehemaligen Raub der Köpfe und die Bloßstellung Chinas widerzuspiegeln. Hinzu kommt noch, dass Ai auf die chronologische Darstellung der Tierköpfe verzichtet.
Ai Weiwei hat vieles in seinem Werk geändert und die Köpfe neu interpretiert, indem er sich von der alten Wasseruhr inspirieren ließ. Kleine Veränderungen würden nicht auffallen, aber dennoch haben sie eine ganz andere Wirkung auf den Betrachter.
Ai selbst erläutert, dass er mit der Idee des Realen und der Fälschung, und des nationalistischen Symbolismus spielt. Seiner Meinung nach gleichen seine Tierkreiszeichen den Originalen aus dem alten Sommerpalast zwar nur optisch, entgleiten dieser Ähnlichkeit aber auch, da es ein ganz neues Projekt aus dem 21. Jahrhundert ist und sich somit auch eine ganz neue Interpretation bemerkbar gemacht hat.
Er möchte aussagen, dass die Tradition der Tierkreiszeichen die gleiche geblieben ist und er diese nur aufgreifen wollte, um sie den Menschen ein zweites Mal zur Schau zu stellen und ihnen ihre eigene Interpretation zu überlassen. Der Hintergrund und der Grund der Entstehung ist nicht der gleiche. Ai deutet mit seinem Werk auf die geplünderten Figuren des „Old Summer Palace“ und somit auch auf den dementsprechenden Akt der Europäer an. Für Ai zählt, dass diejenigen die, diese Geschichte kennen es bemerken und sich durch das neu entstandene Werk der Tierköpfe provoziert fühlen oder dieses Werk sogar zu schätzen wissen.
„Meine Arbeit bezieht sich immer auf Realität oder Fälschung, Authentizität, die Höhe des Wertes und wie sich dieser Wert auf die heutigen politischen und sozialen Verständnisse und Missverständnisse bezieht. Meiner Meinung nach befindet sich hier ein humorvoller Aspekt. Die „Yves St Laurent“–Audition im Februar 2009 hat diese Aspekte durch das Reale, Fälschung, Kunst, Plünderung und die Anerkennung der Objekte, wirklich viel komplizierter gestaltet.“, so Ai Weiwei. Diese Aussage bestätigt Ais Intention zur Entstehung dieses Werkes und an wen es gerichtet ist. Jedermann kann es anders aufnehmen. Deshalb hat Ai die Interpretation auch vielseitig gestaltet, sowohl politisch, als auch humorvoll.
Das Werk Circle of animals / Zodiac signs soll Betrachter aus aller Welt anlocken und es für den Durchschnittsbürger zur Verfügung stellen, in dem es in die Öffentlichkeit ausstellt wird, da jeder eine Beziehung zu einem Tierkreiszeichen hat.